# بيبيان ويجيرس
بيبيان ويجيرس (بالهولندية: Bibiane Schoofs) مواليد 13 مايو 1988 في رينن، هولندا، هي لاعبة كرة مضرب هولندية. أعلى مركز لها في تصنيف رابطة محترفات كرة المضرب في الفردي كان 142. أعلى تصنيف لها في الزوجي كان المركز الـ 473 في سنة 2009.

## روابط خارجية
- بيبيان ويجيرس على موقع رابطة محترفات التنس (الإنجليزية)
- بيبيان ويجيرس على موقع الاتحاد الدولي لكرة المضرب (الإنجليزية)
- بيبيان ويجيرس على موقع كأس بيلي جين كينغ (الإنجليزية)
- بيبيان ويجيرس على موقع بطولة ويمبلدون (الإنجليزية)
- بيبيان ويجيرس على موقع خلاصة التنس.كوم (الإنجليزية)
- بيبيان ويجيرس على موقع إي إس بي إن.كوم (الإنجليزية)